# Soloe splendida
Soloe splendida is een vlinder uit de familie spinneruilen (Erebidae). De wetenschappelijke naam is voor het eerst geldig gepubliceerd in 1980 door de Toulgoët.
De soort komt voor in tropisch Afrika.